# 張聖哲
張聖哲（チャン・ソンチョル、장성철）は、日本統治時代の朝鮮の独立運動家、中華民国空軍の軍人。

## 経歴
1919年、上海へ亡命。1925年1月、黄埔軍官学校第3期歩兵隊に入学。1925年中頃に、同じく朝鮮人であった車延信や劉鉄仙と共に広東航空学校に入学。1926年12月、広東航空学校第2期卒業。1927年2月、モスクワ航空学校へ留学。中国に帰還後は中国空軍の整備士として活動した。
1929年、中央陸軍軍官学校航空班機械員。
1935年、中央航空学校洛陽分校機械教官。
1937年1月4日、空軍一等機械佐（上尉に相当）。
日中戦争では昆明機械廠廠長。1943年、南鄭の航空隊に服務。韓国光復軍と協力して反戦伝単による対日宣伝工作を行った。1944年、空軍軍官学校に入学して昆明で基礎軍事訓練を受けていた金信によれば、昆明飛行場にいた唯一の韓国籍軍官で主に地面の修理と補給を担当していた。1945年2月、韓国民主党の責任者として活動。1946年11月22日、空軍三等機械正（少校相当）。
終戦後は瀋陽で生活した。
1995年、韓国政府から建国勲章愛族章を追贈。

## 参考
“張聖哲” (韓国語).   大韓民国国家報勲処. 2016年6月6日閲覧。